# Rochefort-en-Terre
Rochefort-en-Terre è un comune francese di 677 abitanti situato nel dipartimento del Morbihan nella regione della Bretagna.

## Monumenti e siti interessanti
- Chiesa collegiale Notre-Dame-de-la-Tronchaye
- Un calvario situato nella piazza della Collegiale. Presenta delle sculture che rappresentano la Passione e l'Ascensione al cielo di Cristo.
- Castello di Rochefort. Edificato nel XIII secolo, fu distrutto durante la guerra contro gli ugonotti (Santa Lega). Venne ricostruito nel 1793. Nel 2013 è stato acquistato dalla municipalità. Nelle sue cantine ospita un museo d'arte, Naia museum, aperto nel 2015, che nei suoi 250 m2 espositivi, ospita le opere di una quarantina di artisti internazionali.

## Società

### Evoluzione demografica
Abitanti censiti